# 大花胡颓子
大花胡颓子（学名：Elaeagnus macrantha）为胡颓子科胡颓子属下的一个种。

## 扩展阅读
- 維基物種上的相關：大花胡颓子